# Matrimoni a l'antiga Roma

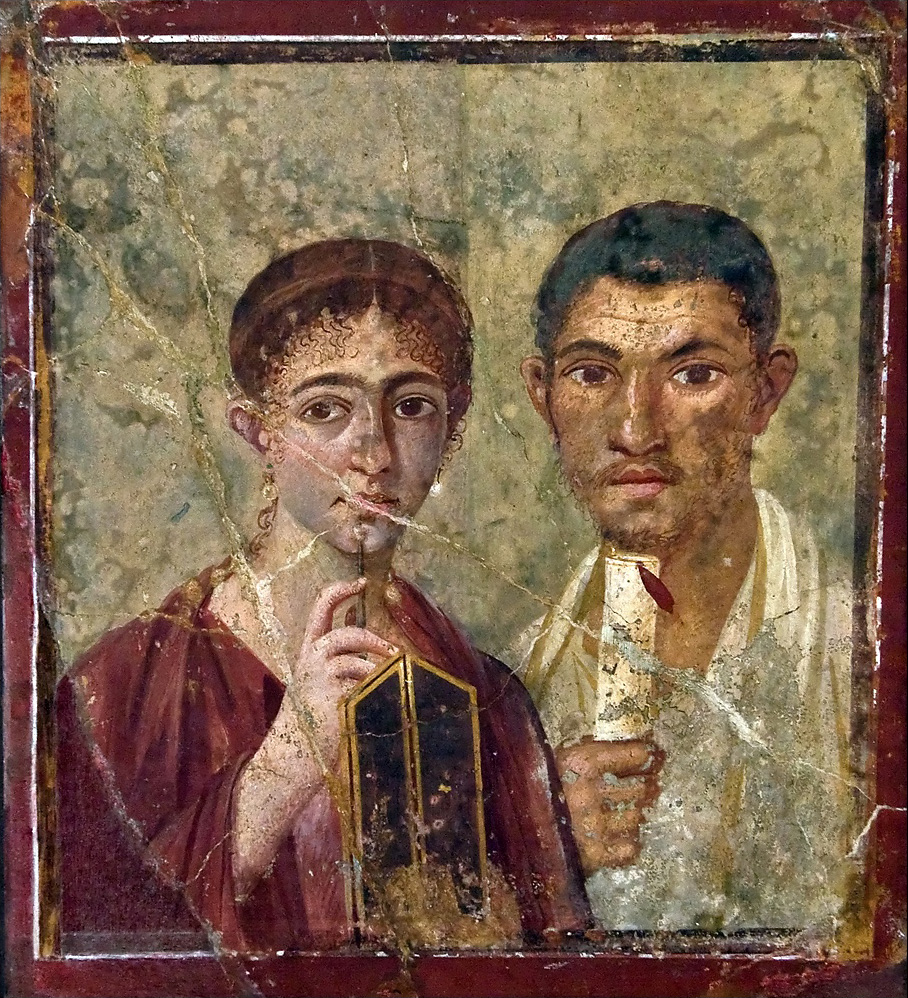
Paquius Proculus i la seva esposa. Aquarel·la de Pompeia, del, actualment s'exhibeix al Museu de Capodimonte.

El matrimoni a l'Antiga Roma era una de les principals institucions de la societat romana que tenia com principal objectiu generar fills legítims que heretessin la propietat i la situació dels seus pares. Entre els patricis també servia per tancar aliances polítiques o econòmiques. Un exemple era el de Júlia (filla de Juli Cèsar i Cornèlia Cinna), qui inicialment s'havia compromès amb Marc Juni Brut i que va acabar casant-se amb Gneu Pompeu Magne a causa del desig del seu pare d'establir una aliança amb Pompeu que va conduir el Primer Triumvirat. Un altre exemple va ser el Tractat de Brindisi, el qual va donar lloc al matrimoni entre Octàvia i Marc Antoni.
Diversos ritus del matrimoni a l'Antiga Roma van ser heretats pel món occidental contemporani, com l'existència d'un anell de compromís, el consentiment dels pares, l'ús de vel per part de la núvia, la unió de les mans dels contraents o l'acte del petó amb la núvia després que se'ls declarés legalment casats pel que dirigia la cerimònia de matrimoni, que demostra la gran influència d'una de les civilitzacions més poderoses del món antic.

## Perspectiva històrica

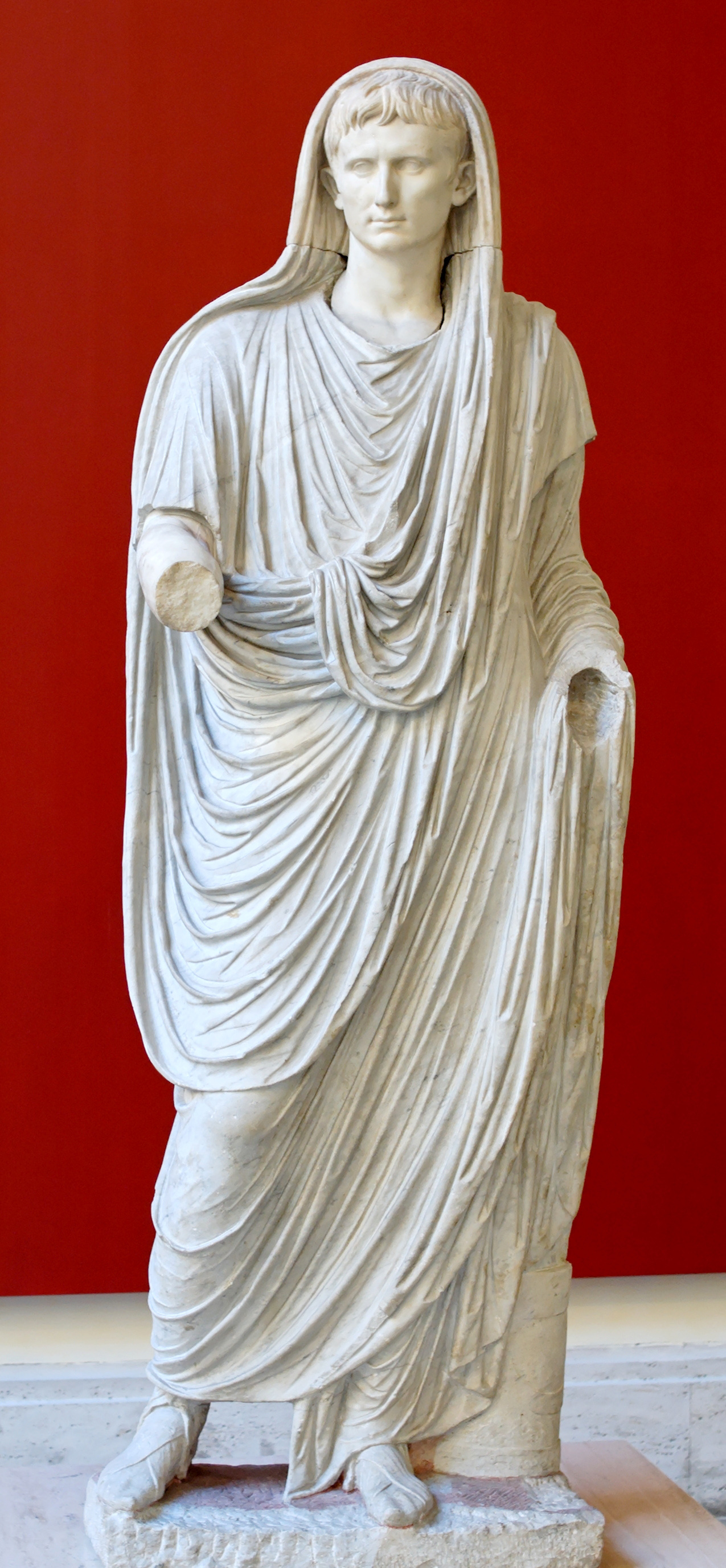
Cèsar August retratat com Pontifex Maximus.

Al principi, no era necessari un acte jurídic o religiós perquè el matrimoni fos considerat legal a l'Antiga Roma, bastava la convivència entre un home i una dona perquè aquests fossin considerats casats. L'estructura jurídica del matrimoni es va desenvolupar en l'època de la República Romana, però va ser modificada durant l'Imperi Romà.
Fins al 445 aC., els únics que tenien dret a contreure matrimoni eren els patricis. En aquest mateix any, a través de la Lex Canuleia, el matrimoni va ser permès a tots els ciutadans, així com la unió entre els patricis i els plebeus.
En l'època de Cèsar August, primer emperador romà, la legislació relativa al matrimoni va sofrir canvis. En aquest moment hi havia a Roma un declivi demogràfic que van sentir particularment les classes socials més destacades. D'una banda, es va deure al fet que la fecunditat de les parelles havia descendit, fet causat per la presència de plom en les canonades que portaven l'aigua potable i perquè les dones usaven maquillatge, que també contenia aquest element químic. A més, les parelles van evitar tindre més de dos fills per evitar-los el perjudici de la devaluació social que els causaria el repartiment dels béns, atès que la posició social depenia de la riquesa personal. D'altra banda, moltes patrícies optaven per no casar-se, ja que preferien seguir sota la potestat d'un pare o un germà, que podien ser relativament flexibles, abans de sotmetre's a la voluntat d'un marit. Per fomentar el matrimoni, August va promulgar dues lleis, la Lex Iulia de maritandis ordinibus (18 aC.) i la Lex Papia Poppaea (9 aC.). Aquestes lleis van determinar que tots els homes amb una edat compresa entre els vint-i-cinc i els seixanta anys i totes les dones entre els vint i els cinquanta anys pertanyents al senat i a la classe eqüestre -les dues institucions més importants de l'Estat romà- haurien de casar-se obligatòriament, sent penalitzats en cas contrari. La penalització consistia a impedir que rebessin llegats o herències de persones alienes a la seva família. També es va establir l'Ius trium liberorum a través del qual els pares amb tres o més fills legítims gaudien de determinats privilegis, com la reducció de l'edat mínima per a l'accés als tribunals. Per a les dones, la concessió de l'Ius trium liberorum permetia la gestió pròpia dels seus béns -sense la interferència del marit o del pare-, podent legalment heretar i llegar. Les mesures van tenir poc efecte i el propi Ius trium liberorum va ser moltes vegades atribuït com «recompensa» per als homes que no volien tenir fills, com va ocórrer en els casos de Marc Valeri Marcial, Plini el Vell, Plini el Jove i Suetoni.

## Requisits

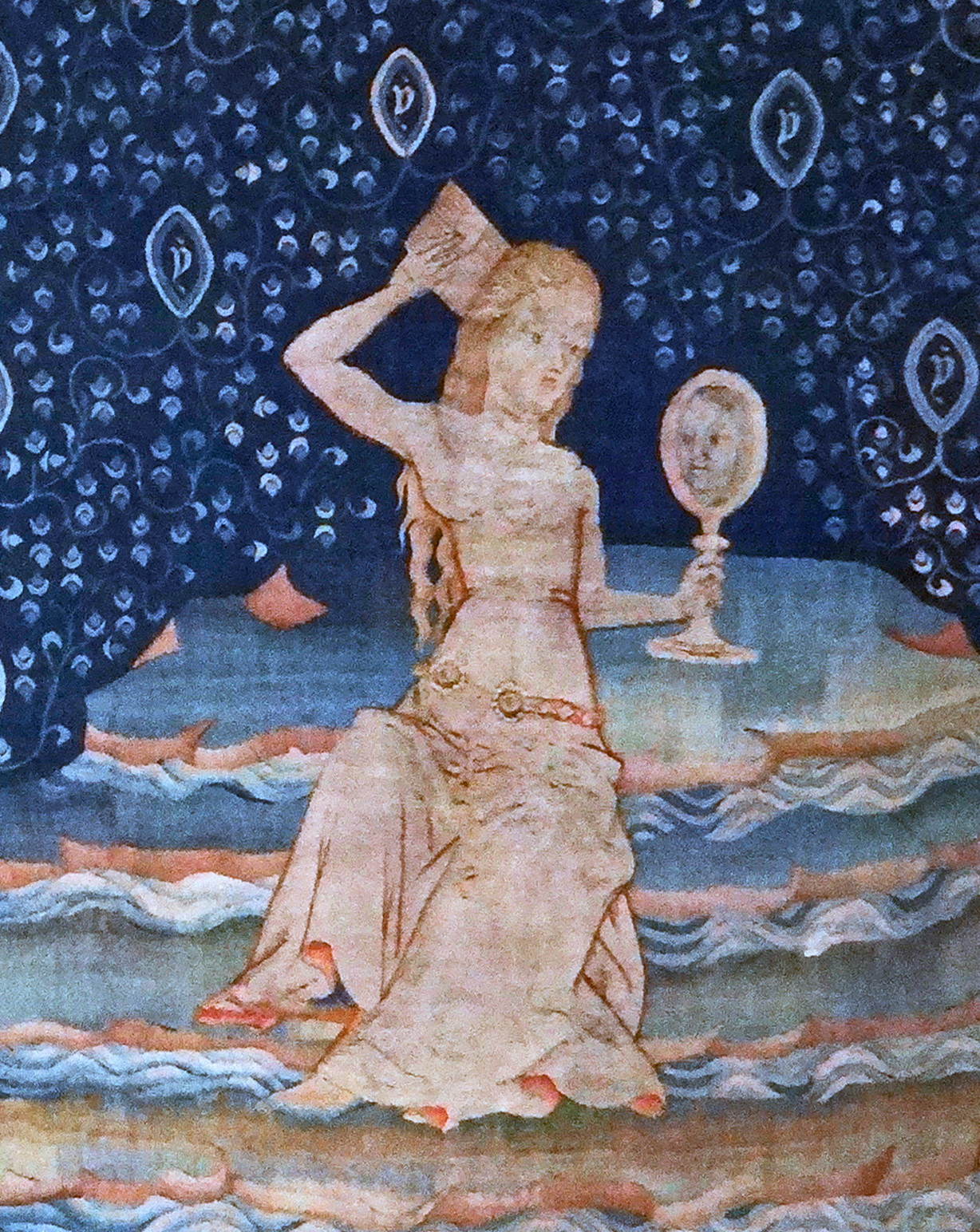
Representació de la prostitució - Tapís de l'Apocalipsi de Angers.

Perquè un matrimoni fos vàlid a l'Antiga Roma (iustae nuptiae), era necessari que es respectessin els següents requisits: edat mínima de catorze anys per als homes i dotze anys per a les dones, capacitat jurídica i consentiment dels respectius pater família.

### Connubium
La capacitat jurídica matrimonial rebia el nom de connubium i d'ella gaudien únicament els ciutadans romans. Els estrangers, els esclaus, els actors i els que es dedicaven a la prostitució tenien prohibit contreure matrimoni, encara que el connubium podia concedir-se en casos excepcionals.
No era lícit el conubium entre pare i filla, mare i fill -fins i tot si el fill o filla era adoptat- ni entre germans -fins i tot si eren mig germans-. Tampoc estava permès el matrimoni d'un home amb la filla del seu germà, prohibició que va ser modificada pel Senat romà per permetre el matrimoni de l'emperador Claudi amb la seva neboda Agripina II l'any 49, exposant-li les raons a l'estat romà.

### Edat legal
L'edat mínima que havien de tenir les persones per casar-se estava relacionada amb la pubertat (pubertas). En el cas dels homes, l'edat fixada eren els catorze anys (ser púber) i en les dones els dotze anys (viri potens, "que poguessin suportar home"). De fet, era summament rar que un home es casés passats els trenta anys. Quant a les dones, esperaven arribar a una edat entre els catorze i els quinze anys. El matrimoni d'un home amb una dona de major edat era socialment acceptat, encara que no tant com el cas contrari.
Casar-se quan encara no s'havia completat el procés del desenvolupament físic va implicar per a moltes joves romanes la mort prematura durant el part així com altres complicacions associades. Les dones de les classes menys acomodades es casaven a una edat més madura, ja que per a elles no era tan fàcil obtenir el dot. Els pares podien realitzar una promesa matrimonial per als seus fills quan aquests ja tenien set anys.

### Consentiment
El consentiment requerit per contreure matrimoni era el dels contraients i el dels pater familias.

## Festeig
La celebració del festeig dels contraients es realitzava en una cerimònia (ponsalia) en la qual es reunien ambdues famílies. El nuvi oferia regals a la núvia, entre ells un anell de ferro (més tard d'or), el qual era col·locat al dit anular de la mà esquerra a causa que en l'antiguitat es creia que aquest dit es comunicava amb el cor a través d'un nervi. També se signava el contracte nupcial en el qual s'establia la suma del dot. Realitzats aquests tràmits, se celebrava un banquet. El matrimoni se celebrava en un període comprès entre alguns mesos i dos anys després del festeig.

## Tipus de matrimoni
Existien dues formes jurídiques per contreure matrimoni: el cum manu -també anomenat in manum- i el sine manu.
A través del matrimoni cum manu, la dona passava de l'autoritat del seu pare a la del marit. Es tractava d'una forma patriarcal de matrimoni, atès que la dona no tenia cap mena de drets sobre els seus béns i fins i tot sobre la seva pròpia vida. La situació era semblant a la dels fills subjectes a la patria potestas o a la dels esclaus, subjectes a la domenica potestas.
El matrimoni cum manu va caure en desús, fins i tot abans del final de la República, la qual cosa va donar lloc a una nova forma, el sine manu, sota el qual la dona romania sota la tutela del seu pare -un tutor en cas que el seu pare morís-, disposava dels seus béns i rebia les seves herències; en cas de produir-se el divorci, el dot no seria només per al marit.

### Cum manu
El matrimoni cum manu es manifestava en tres formes: el confarreatio, el coemptio i el usus.

#### Confarreatio

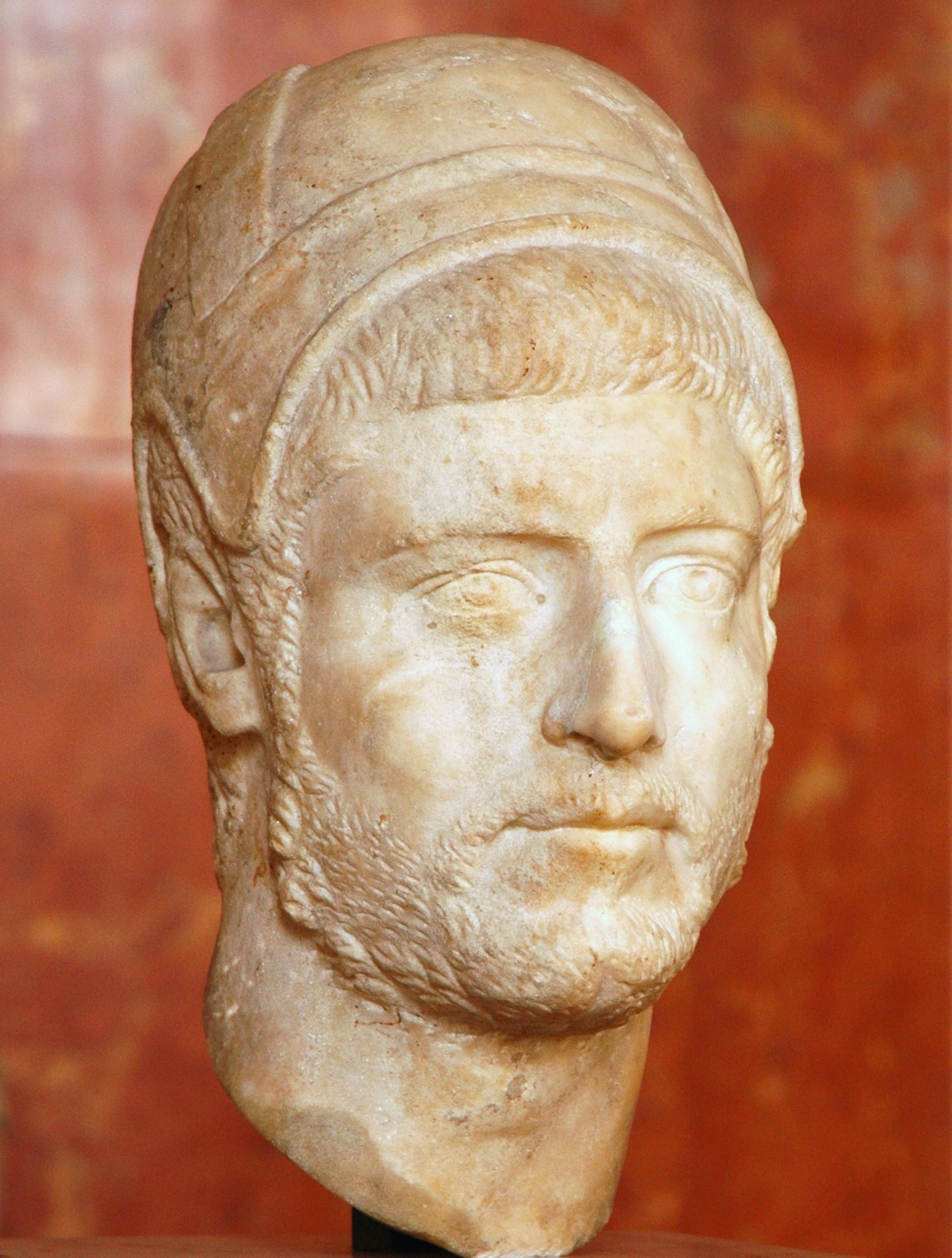
Bust d'un sacerdot flamen.

El confarreatio era la més antiga i solemne forma de matrimoni a l'antiga Roma, sent practicada pels patricis durant aquest temps. Era pràctica obligatòria entre els Rex sacrorum, els Flamen Dialis, els Flamen Martialis i els Flamen Quirinalis, a més només podien casar-se d'aquesta forma, aquests sacerdots havien de ser fills de les parelles casades en un confarreatio.
El confarreatio també era l'única forma de matrimoni en el qual els sacerdots podien estar presents, i eren els Flamines -en representació de Júpiter- i a l'igual els pontífex màxim. La cerimònia se celebrava en presència de deu testimonis, ja que els nuvis estaven amb el cap cobert un al costat de l'altre en bancs coberts amb pell d'ovella oferta en un sacrifici. Després continuava amb un acte solemne en el qual el nuvi feia un volt a la dreta de l'altar, prenia una mica de sal i una bola de espelta, el panis farreus -el que donava lloc al nom confarreatio-, i jurava estimar a la seva esposa, quedant tots dos elements dipositats a les mans dels contraients-.
Octavi i Lívia van decidir casar-se en aquesta forma de matrimoni.

#### Coemptio
El coemptio sí va ser una restauració simbòlica dels temps remots quand els homes compraven a les dones per poder casar-se. Requeria únicament cinc testimonis, davant els quals el nuvi pagava al pare de la núvia una moneda de plata i una de bronze, la qual cosa col·locava a l'home en un equilibri segur (libripens).

#### Usus
El matrimoni per usum o usus era una de les tres formes de matrimoni, al costat del confarreatio i del coemptio admeses en el dret Romà per a la celebració del matrimoni. Per poder dur a terme aquesta forma de matrimoni la núvia havia d'haver estat un any amb el seu promès. Per dissoldre el matrimoni era necessari que la núvia dormís durant tres nits seguides fora de la seva casa (trinoctio).

## Ritus

### Elecció de la data
A causa de la seva importància en la vida dels homes i les dones, el matrimoni havia de realitzar-se en dates considerades com a favorables. El període considerat com el més adequat era la segona meitat del mes de juny, perquè estava relacionat amb el solstici de estiu, moment de l'apogeu del món natural.
Era desaconsellat casar-se entre els dies 13 i 21 de febrer -dies del festival de Parentalia), entre el 1 i el 15 de març, dies fixos de cada mes -Kalendae, Nonae i Idus-, i els dies en els quals s'obria la «porta del món» -una fossa del circ Màxim en el qual es creia que es podia comunicar amb el món dels morts-, és a dir, el 24 d'agost, 5 d'octubre i el 8 de novembre. Casar-se en el mes de maig era desaconsellat, ja que era el mes en què es festejava la Lemúria, la festa dels morts, durant el qual es resava per aquells que havien mort feia poc temps.
Encara que no estava prohibit, no era aconsellable casar-se en els dies festius romans, perquè els convidats optarien per participar en aquests esdeveniments i no en la cerimònia. Les vídues sovint triaven casar-se en aquests dies, ja que l'acte del seu matrimoni no cridaria tant l'atenció.

### Cerimònia

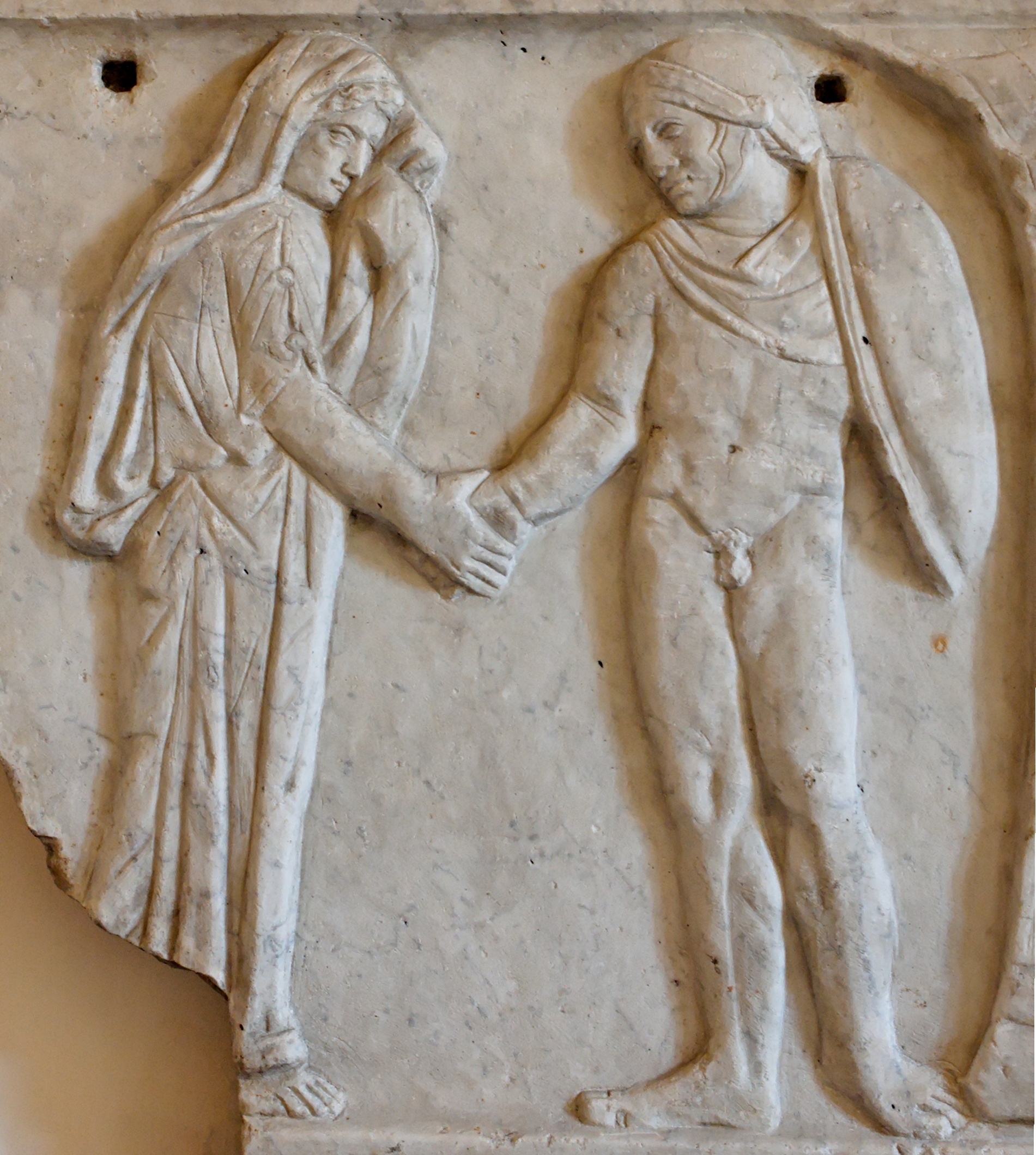
Jàson i Medea ajunten les seves mans (dextrarum junctio). Portada d'un sarcòfag romà.

El dia anterior de les noces, la núvia dedicava les joguinas de la seva infància a Lares, així com la seva bulla -el collaret que li va ser col·locat en el seu vuitè dia de vida per protegir-la del mal d'ull-. Va abandonar l'ús de la toga praetexta, una toga amb una vora porpra, i es va decidir per col·locar-se la túnica recta, la «túnica correcta», que era blanca, tesa com un pergamí i cobria fins als peus. En la cintura es col·locava un cingulum, un cinturó lligat amb un nus especial per a aquesta ocasió, el nodus herculeus -en al·lusió a Hèrcules, que segons la llegenda havia tingut més de setanta fills-, que havia de ser deslligat per l'espòs quan ocorregués el divorci. El seu cabell estava dividit en sis trenes (sex crines) en forma de la punta d'una llança, estant aquestes trenes lligades amb cinta de llana. El cap estava cobert amb un vel ataronjat, el flammeum. El simbolisme d'aquest acte era el més important de la cerimònia, i se'l denominava nubere, literalment, «col·locar el vel». Damunt del vel es col·locava una corona de marduix i de verbena, a l'època imperial va passar a ser una corona de fulles de taronger. Les sabates de la núvia eren del mateix color que el del vel.

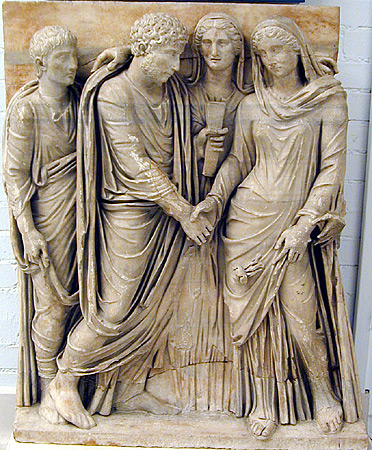
Matrimoni entre dos ciutadans romans. Mural d'un sarcòfag al Museu de Capodimonte'.

L'endemà, la casa de la núvia era decorada, prestant especial atenció a les portes i a les finestres, amb branques d'arbres proveïdes de fulles i flors. La núvia era assessorada per la pronuba, una matrona casada una única vegada i que encara seguia vivint amb el seu marit, amb el que se simbolitzava a «l'esposa ideal». Ella ajuntava les mans dels nuvis (dextrarum iunctio), tot seguit per una declaració per part de la núvia: ubi tu Gaius, ego Gaia -certs autors argumenten que aquesta frase era expressada quan la dona arribava a la seva nova llar-. Complerts aquests ritus, se celebrava el sopar nuptialis a la casa de la núvia. En el banquet participaven els familiars i les amistats, perllongant-se l'esdeveniment fins al capvespre. Després es produïa el deductio, una simulació del segrest de la núvia per part del nuvi: aquesta es refugiava en els braços de la seva mare, mentre el nuvi fingia una rinya, acompanyant l'acte amb laments i llàgrimes fingides. El deductio feia al·lusió al rapte de les sabines, en el qual Ròmul i els seus companys van prendre a les seves esposes, recorrent a la força bruta.
Després es donava inici al festeig, en el qual s'encenien unes torxes que traçaven el recorregut que conduïa a l'esposa a la residència del seu marit. La jove era acompanyada per tres nens, que tenien als seus pares encara amb vida (patrimi i matrimi). Dos nens anaven presos de la mà al costat de la núvia, mentre que el tercer anava davant amb una torxa d'arç, que havia estat encesa anteriorment a la casa de l'esposa. Es considerava que les restes d'aquesta torxa tenien la capacitat d'atorgar longevitat, per això eren distribuïts entre els participants. Els nens o la núvia carregaven una rueca i un fus, símbols de la vida domèstica, la principal activitat esperada d'una dona casada era encarregar-se de la roba de la seva família, principalment rentant-la. Les persones que venien acompanyant el seguici, cridaven «Thalasse», nom d'una deïtat protectora del matrimoni, i recitaven versos, alguns de caràcter «picant». També llançaven nous als nens que les recollien i les hi menjaven.
El nuvi, que s'havia avançat durant la desfilada per arribar a la seva casa, rep a la seva núvia, qui li ofereix foc i aigua. Amb oli d'oliva i la grassa animal es realitzava un ritual que consistia a untar-ho en les portes de la casa. Després la núvia era conduïda dins de l'habitació pels companys o pel seu marit, perquè ningú ensopegués en entrar a la nova casa, la qual cosa era interpretat com un signe negatiu. La pronuba la conduïa al llit de matrimoni, on es donava per acabada la unió. El nuvi podia entrar, encara que fora per continuar amb el festeig.
L'endemà, l'esposa, es vestia amb una stola de les matrones -una espècie de vestit-capa-, realitzava una ofrena a Lares i a Penates. Aquest mateix dia se celebrava un nou banquet (spotia) reservat per als familiars dels joves.

## Adulteri

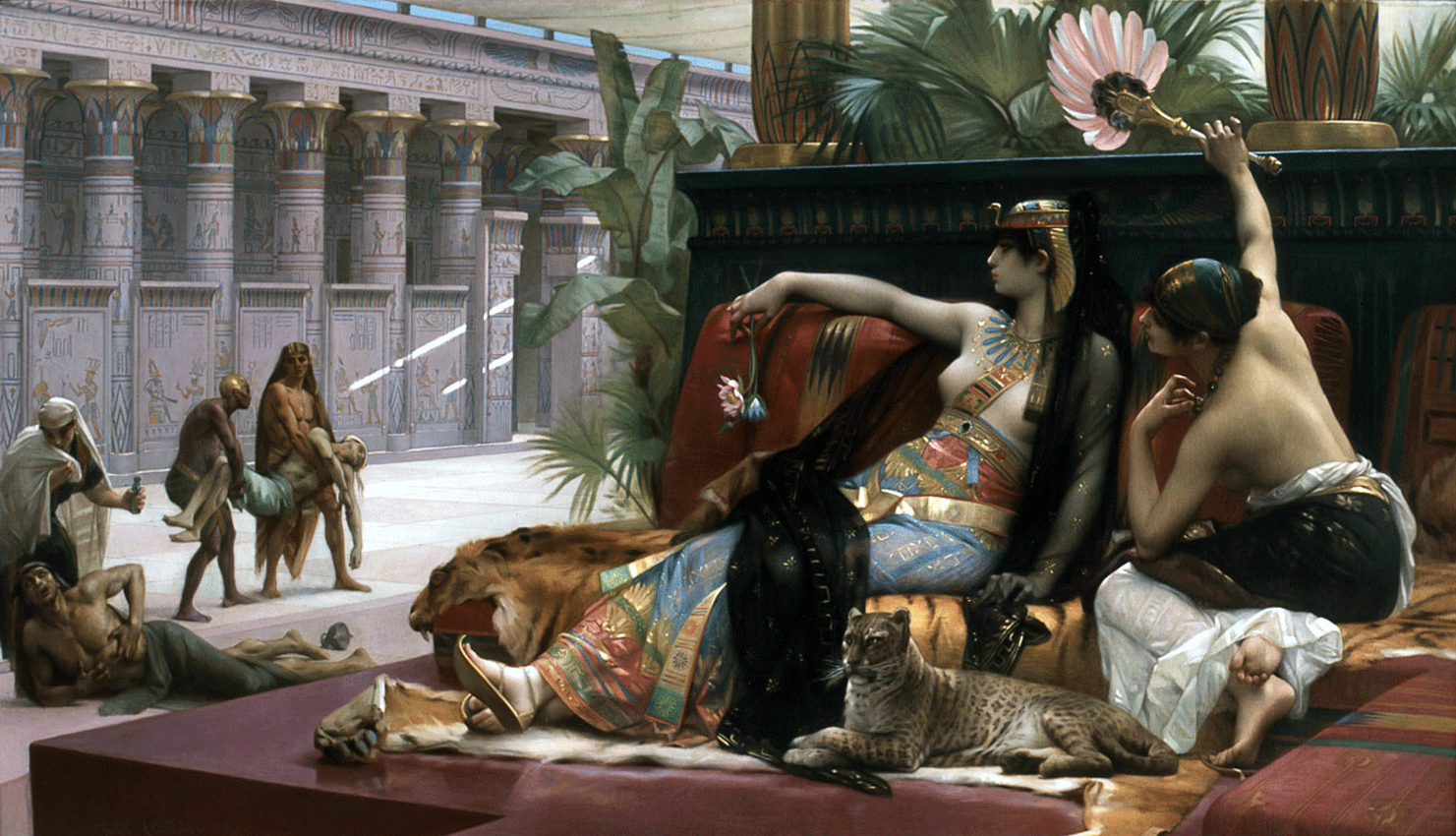
Cleòpatra va exercir una profunda fascinació sobre Cèsar. Quadre Cleòpatra provant verins en condemnats a mort d'Alexandre Cabanel. Segons l'historiador llatí Suetoni, Cèsar va seduir a nombroses dones al llarg de la seva vida i sobretot a aquelles pertanyents a l'alta societat romana. Segons l'autor, Cèsar hauria seduït a Postumia, esposa de Servi Sulpici Lemònia Ruf, Lòl·lia, esposa d'Aule Gabini i Tertulla, esposa de Marc Licini Cras. També sembla haver freqüentat a Mucia, esposa de Gneu Pompeu Magne. Així mateix, Cèsar va mantenir relacions amb Servília Cepionis, mare de Brut, a la qual semblava apreciar especialment. Suetoni refereix els diferents regals i beneficis que va oferir a la seva estimada, dels quals destaca una magnífica perla amb un valor de sis milions de sestercis. L'amor de Servília cap a Cèsar era conegut públicament a Roma.

El adulteri (adulterium) ocorria quan un home, casat o solter, mantenia relacions sexuals amb una dona casada. Si l'home tenia relacions amb prostitutes o esclaves, aquestes relacions no eren considerades com a adulteri.
L'adulteri va ser també una de les preocupacions de l'emperador August, que l'any 17 aC., a través de la Llei Julia de*adulteriis coercendis, va procurar sancionar severament els qui realitzessin això. L'adulteri va passar a ser un crim públic, que fins llavors es resolia en família. El marit era obligat a demanar el divorci -en cas contrari seria acusat de violació o proxenetisme-, disposant de 60 dies per presentar una queixa en contra de l'esposa adúltera. Qualsevol ciutadà podia presentar proves de l'adulteri dins d'un període de quatre mesos. En cas que cap persona denunciés alguna cosa durant aquest període, la dona no podria ser jutjada.
En termes de llei, el marit podia matar l'amant de l'esposa en cas de sorprendre'ls en «flagrant delicte» i si era membre de societat baixa aquesta acció era considerada decent -o sigui, si era un esclau, un gladiador, un actor, un ballarí o un prostitut-. El marit podria ser arrestat durant vint hores, amb l'objectiu de poder cridar a testimonis. El pare de l'adúltera podia matar a la filla i a l'amant en cas que ho trobés fent el «acte» a la seva casa o a la casa del seu gendre, ja que es considerava que era de mala educació el que l'amant entrés en una d'aquestes cases. No obstant això, si matava a l'amant, podia ser acusat de homicidi.
Les sancions per a una dona culpable d'adulteri eren la confiscació de la meitat de la seva dot i de la tercera part dels seus béns i l'exili en alguna illa deserta, com a l'illa de Pandatària. També era obligada a usar un vestit i no podia tornar a casar-se, assumint la condició de Probosa, i se li col·locava en el mateix estatus que les prostitutes. En el cas de l'home, se li confiscava la meitat dels seus béns i l'exili en alguna illa -òbviament que no seria la mateixa illa cap on havia estat enviada la dona que havia practicat l'adulteri-; podia ser condemnat a treballs forçats en les mines. August va aplicar les disposicions d'aquesta llei sobre la seva pròpia família, particularment sobre la seva filla i la seva néta, ambdues cridades Julia. Va denunciar als molts amants de la primera a través d'una carta que va dirigir al Senat Romà -la qual cosa va generar un escàndol en tot l'Imperi- i va manar a matar a un d'ells, Jul·lus Antoni, fill de Marc Antoni, fent que la seva filla fos exiliada a l'illa de Pandatària. Quant a la seva neta, també va ser enviada a una illa inhòspita per la pràctica d'adulteri.

## Divorci i viudetat

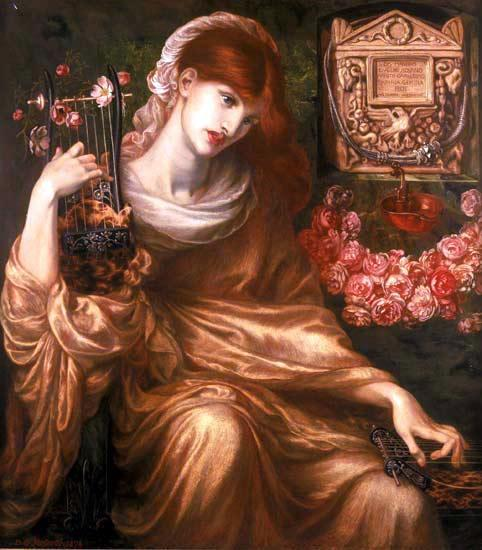
Pintura de Dante Gabriel Rossetti, La romana vídua, inicialment titulat «Dis Manibus». Segons Sally-Anne Huxtable, la dona de la pintura era una de mig cos contenint les restes del seu espòs en la caixa al seu costat vestint també amb vestit blanc, el color típic del dol d'aquella època. A més la dona que està pintada en aquesta obra era Alexa Wilding.

Inicialment, només l'home podia sol·licitar el divorci i únicament en casos molt específics com l'adulteri o la infertilitat de la seva esposa. La tradició romana considera que el primer divorci que es va produir va ser l'any 230 aC. quan Espuri Carvili Màxim Ruga es va divorciar de la seva esposa, motivat perquè era estèril. Les dones només van obtenir el dret per demanar el divorci a la fi de la República. En l'època imperial el divorci es va tornar una pràctica comuna. La religió romana no es va oposar mai al divorci.
Perquè el divorci fos efectiu bastava que un dels consorts declarés davant testimonis les paraules tuas res tibi habeto («aconsegueix el que és teu») o i foras («vés-te de la meva casa»). Aquestes paraules també podrien ser escrites en una carta que podia ser lliurada al consort per una persona soltera. Els fills de la unió es quedaven amb el pare i amb la família d'aquest.
Als vidus els era permès casar-se immediatament mentre que les dones havien d'esperar deu mesos, allargant-se aquest període en l'època d'Augusta a dotze mesos.

## Concubinatusicontubernium

### Concubinatus
El concubinatus era la unió entre dues persones lliures a les quals els era impedit casar-se, com per exemple, el governador d'una província i una dona d'una altra regió -la impossibilitat de casar-se en aquest cas, suposava el fet que el matrimoni en l'Antiga Roma no estava permès entre estrangers-. Els requisits eren l'edat legal i el consentiment, i no era necessari un dot. Els fills d'aquestes unions no estaven subjectes a l'autoritat del pare i es quedaven amb la nomenclatura de la mare.
Era també comú entre els soldats, ja que fins a l'any 197 no podien casar-se abans dels vint-i-cinc anys de servei pels quals rebrien, els qui no la tenien, com recompensa la ciutadania romana.

### Contubernium
El contubernium era la unió -sense cap mena de reconeixement legal- entre dues persones amb la condició d'esclaus o entre un esclau i una persona lliure que vivien junts com a marit i dona (contubernales). El consentiment per a la unió havia de ser concedit per un amo, que en qualsevol moment podria dissoldre.
L'emperador August amb Lex Julia va donar el primer reconeixement jurídic del concubinat, definint-lo com la cohabitació sense estat civil. El concubinat va arribar a definir moltes relacions i matrimonis considerades com no aptes en virtut del dret romà, el desig d'un senador romà com casar-se amb una libertina, o de la seva cohabitació amb una ex prostituta. Mentre que un home que vivia en concubinat amb una dona de la seva elecció en lloc de casar-se amb ella, estava obligat a donar avís a les autoritats